# Lucien Carr
Lucien Carr (ur. 1 marca 1925 w Nowym Jorku, zm. 28 stycznia 2005 w Waszyngtonie) – redaktor, kluczowy członek Beat Generation w Nowym Jorku w latach 40. XX wieku; wieloletni pracownik United Press International.
Lucien Carr uczęszczał do Phillips Academy w Andover (Massachusetts), następnie uczył się w Bowdoin College w Brunswick (Maine), oraz studiował na Uniwersytecie Chicagowskim. 13 sierpnia 1944 r. Carr spotkał się z przyjaciółmi (m.in. Kerouaciem i Ginsbergiem) w nowojorskim barze. Jego znajomy, David Kammerer (1911-1944), wszedł do lokalu, po czym razem wyszli. Kammerer zaatakował fizycznie Carra, a będąc większym i silniejszym, zyskał przewagę. W desperacji i panice Carr dźgnął dwukrotnie starszego o 14 lat mężczyznę nożem skautowym, który posiadał jeszcze od czasów dzieciństwa spędzonego w Saint Louis. Następnie związał ręce i stopy napastnika, obciążył ciało kamieniami i zrzucił do pobliskiej rzeki Hudson. Dzień później wyrzucił nóż do kanalizacji i zakopał okulary Kammerera w Morningside Park na Manhattannie. Carr przyznał się do nieumyślnego spowodowania śmierci i został skazany na dwa lata pozbawienia wolności w zakładzie karnym Elmira (Nowy Jork), po czym został zwolniony. Śmierć Kammerera była makabrycznym kamieniem milowym w historii powstania generacji beatników.

Ginsberg [...] naukę rozpoczyna z myślą o studiowaniu prawa, ale zmienia zdanie po poznaniu młodego mężczyzny, Luciena Carra, który wkłada do jego głowy pomysł na bycie pisarzem. Dlatego też postanowili oni rozpocząć kulturową rewolucję zwaną „The New Vision”, która w zamierzeniach miała zmienić społeczeństwo. [...] Idea bycia 18- lub 19-latkiem, zostawiającym swoje gniazdo i próbującym po raz pierwszy znaleźć swoje wewnętrzne ja oraz zrobić coś ważnego w swoim życiu, coś co być może ma szansę zmienić świat, coś co sprawi, że naprawdę poczuje się różnicę. I na koniec historii to „coś” naprawdę coś zmienia.

## Odniesienia w kulturze
- Na śmierć i życie – film o wydarzeniach z 1944[3][4], które splotły ze sobą losy Luciena Carra, Allena Ginsberga, Jacka Kerouaca i Williama S. Burroughsa.